# Alphonsea madraspatana
Alphonsea madraspatana là loài thực vật có hoa thuộc họ Na. Loài này được Bedd. mô tả khoa học đầu tiên năm 1871.